# Themisto (maan)
Themisto, ook bekend als Jupiter XVIII, is een van de vele manen van Jupiter.
Themisto is erg klein met haar 8 of 9 km diameter. Ze is 7.504.000 km van deze planeet verwijderd. In tegenstelling tot de meeste andere kleine manen van Jupiter behoort ze niet tot een groep van maantjes die ongeveer dezelfde baan hebben, maar heeft ze, voor zover bekend, een "geïsoleerde" baan.
Themisto werd in 1975 ontdekt door Elizabeth Roemer en Charles Kowal, en kreeg de voorlopige aanduiding S/1975 J 1. Er waren echter onvoldoende observaties gemaakt om de baan vast te stellen en het hemellichaam werd daarop uit het oog verloren. In 2000 werd de maan herontdekt door Scott S. Sheppard, David C. Jewitt, Yanga R. Fernández en Eugene A. Magnier en kreeg aanvankelijk de voorlopige aanduiding S/2000 J 1.